# Asangwald

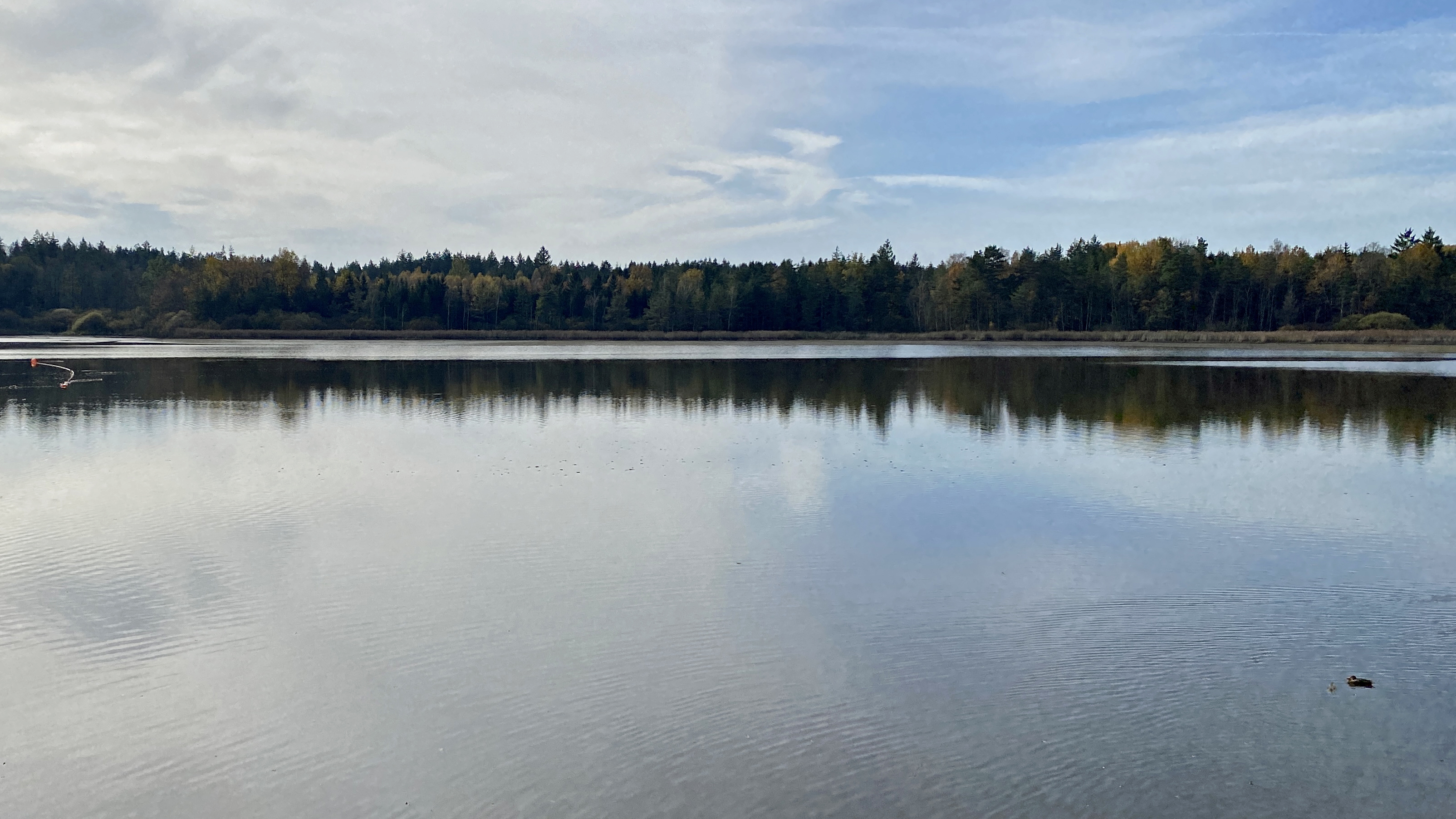
Blick über den Asangteich auf den Asangwald

Der Asangwald ist ein Waldgebiet südlich von Gmünd (Niederösterreich).

## Geografie
Der Asangwald erstreckt sich vom Asangteich am Stadtrand von Gmünd bis an den Rand der Gemeinde Großdietmanns. Den Wald quert ein markierter Wanderweg, der Teil des Europäischen Fernwanderwegs E8 ist und am Hubertusbild vorbeiführt.

## Wortherkunft
Das frühneuhochdeutsche Wort asangen bedeutet absengen, urbar machen durch Brandrodung.